# مارتینوس
مارتینوس یا مارتین یک ژنرال بیزانسی با اصالت تراکیایی بود که در زمان امپراتور ژوستینین یکم در جبهه های مختلف به ارتش بیزانس خدمت کرد.
او اولین بار در سال ۵۳۱ در طول جنگ ایبری در بین النهرین فعال بود. در سال ۳۳ در نبرد تریکاماروم در شمال آفریقا در طول جنگ وندالی شرکت کرد و تا سال ۵۳۶ در آنجا فعال بود. از ۵۳۶ تا ۵۴۰ او در طول جنگ گوت‌ها در ایتالیا فعال بود. در ۵۴۳-۵۴۴ او برای مدت کوتاهی جایگزین بلیساریوس به عنوان مجیستر میلیتوم شد و در طول جنگ لازیک حمله فاجعه بار به پرسارمنیا را رهبری کرد. در سال ۵۴۴ او ادسا را از محاصره ایران در ازای طلا رها کرد. آخرین فعالیت‌های نظامی او در سال‌های ۵۵۱–۵۵۶ در قفقاز در طول جنگ لازیک بود، از جمله حمله به سنگر او در تلفیس ، محاصره اونوگوریس و محاصره ایرانیان فاسیس. در سال ۵۵۵ او جایگزین بساس به‌عنوان فرمانده نظامی برای هر ارمنی شد.